# Минные заградители типа «Дунав»
Минные заградители типа «Дунав» — тип минных заградителей военно-морского флота Болгарии во время второй мировой войны.

## Описание проекта
Минные заградители типа «Дунав» представляют собой переоборудованные грузовые самоходные баржи № 614 и № 615, построенные в 1917 году в Австро-Венгрии судостроительным предприятием компании «Stabilimento Tecnico Triestino» в городе Линц, которые после окончания первой мировой войны оказались в распоряжении Королевства сербов, хорватов и словенцев (с января 1929 года — королевства Югославии).
Проект переоборудования кораблей в минные заградители разработал капитан 1-го ранга военно-морского флота Болгарии, инженер Протасий Пампулов. Под его руководством для повышения устойчивости в трюмы кораблей был загружен балласт, а на палубе установили два ряда рельсов для морских мин. В результате, каждое судно получило возможность перевозить и устанавливать до 50 морских мин.

## История службы
После оккупации Югославии в апреле 1941 года Третий рейх продал Болгарии две трофейные самоходные баржи «Бая» и «Вуковар», захваченные немецкими войсками на реке Дунай. Обе баржи были доставлены на флотский арсенал в Варне и переоборудованы в минные заградители, после чего включены в состав военно-морского флота Болгарии под наименованием «Свищов» (баржа № 614) и «Дунав» (баржа № 615) и участвовали в постановках минных заграждений в акватории Чёрного моря.
После окончания войны началась демобилизация вооружённых сил Болгарии. 2 июня 1946 года оба корабля были исключены из состава военно-морского флота, переданы в Болгарское речное пароходство и отправлены в порт Русе.
В Болгарском речном пароходстве они использовались под названиями «Тутракан» и «Силистра» до 1959 года, когда были списаны по техническому состоянию.